# Azul de bromofenol
El azul de bromofenol es un compuesto orgánico usado en análisis de laboratorio como indicador de pH. También se le conoce como 3,3,5,5 -tetrabromofenol sulfonftaleína o "azul de tetrabromofenol". Es una sustancia sólida formada por un polvo cristalino de color canela a naranja o rojizo a púrpura. Su punto de ebullición es de 279 °C (se descompone) y su temperatura de fusión es de 270-273 °C.

## Indicador ácido-base
El azul de bromofenol puede ser empleado en titulaciones o valoraciones químicas volumétricas. 
El intervalo de viraje se encuentra con pH 3 (amarillo)-pH 4,6 (azul violeta-púrpura). El indicador se puede preparar al 0,1% en alcohol etílico al 20%.
A 20 °C es ligeramente soluble en agua: 4 mg/ml. Soluble en soluciones alcalinas, alcohol etílico y metílico, benceno y ácido acético.
Su fórmula química es C19H10Br4O5S. Su masa molecular es de 666,96 g/mol.

## Electroforesis
El azul de bromofenol es muy usado como tinte del frente de avance en electroforesis, en la determinación de masas moleculares de proteínas mediante Electroforesis en Gel de poliacrilamida (SDS-Page) y en la masa molecular de ADN mediante electroforesis de gel de agarosa. El bromofenol (BPB) es el colorante que aparece en la parte inferior del gel de agarosa, mientras que el xilencianol (XC) aparece en la parte superior del gel, es importante saber esto ya que a veces pueden enmascarar nuestras bandas de ADN o ARN.